# Pescado frito

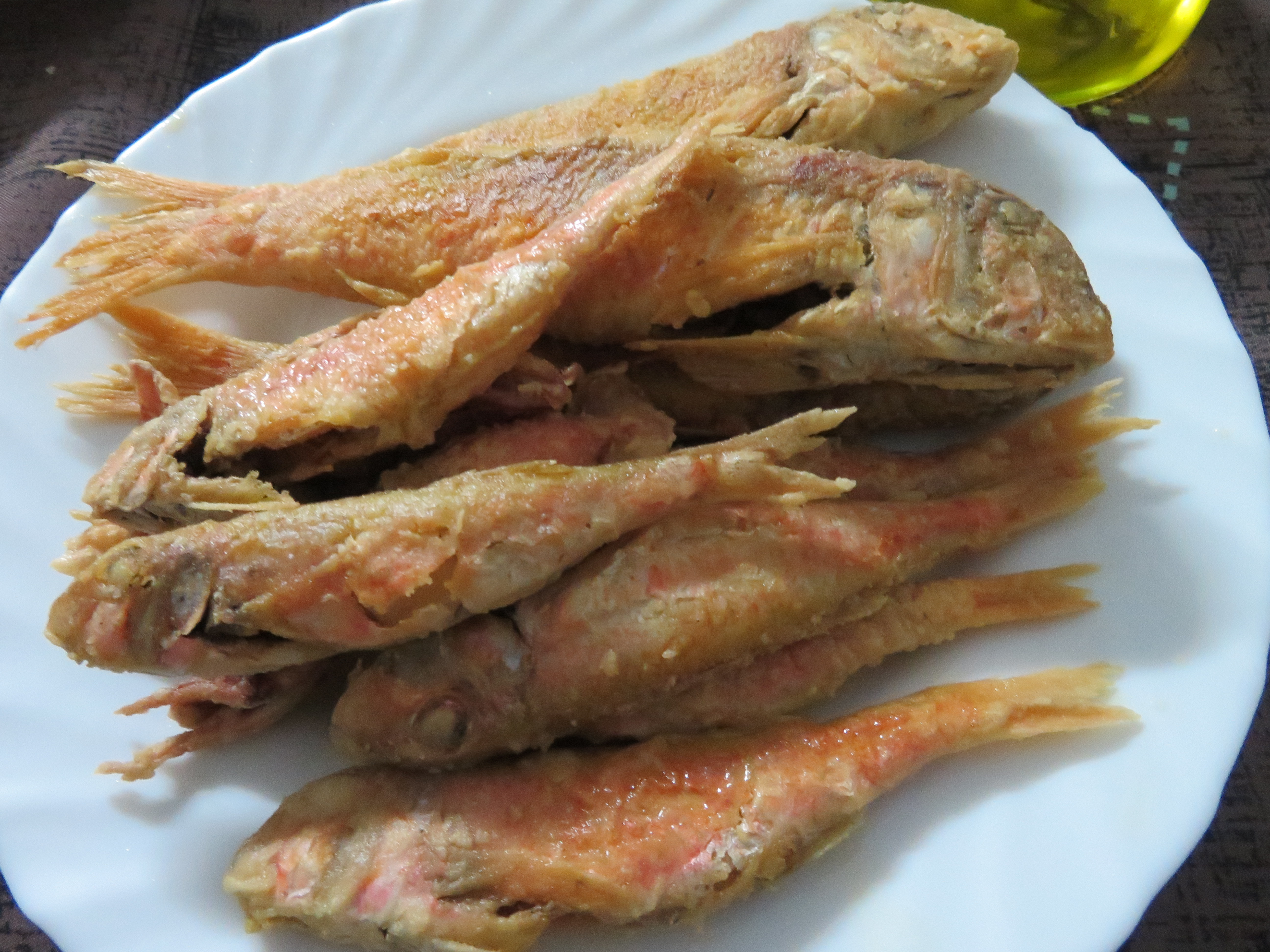
Pescado frito, salmonetes fritos

Pescado frito, vertaald: gefrituurde vis, is een visgerecht uit van oorsprong de Spaanse en Portugese keuken. Van daaruit verspreidde het gerecht zich over andere landen in Europa en Zuid-Amerika.
De klassieke variant van het gerecht wordt bereid door vis droog te deppen en te paneren met bloem. Daarna wordt de vis gedurende ongeveer vier minuten goudbruin gefrituurd in olie en bestrooid met zout. Van het gerecht bestaan verschillende varianten, bijvoorbeeld door de vis te besprenkelen met citroensap of tevoren te dopen in bier.

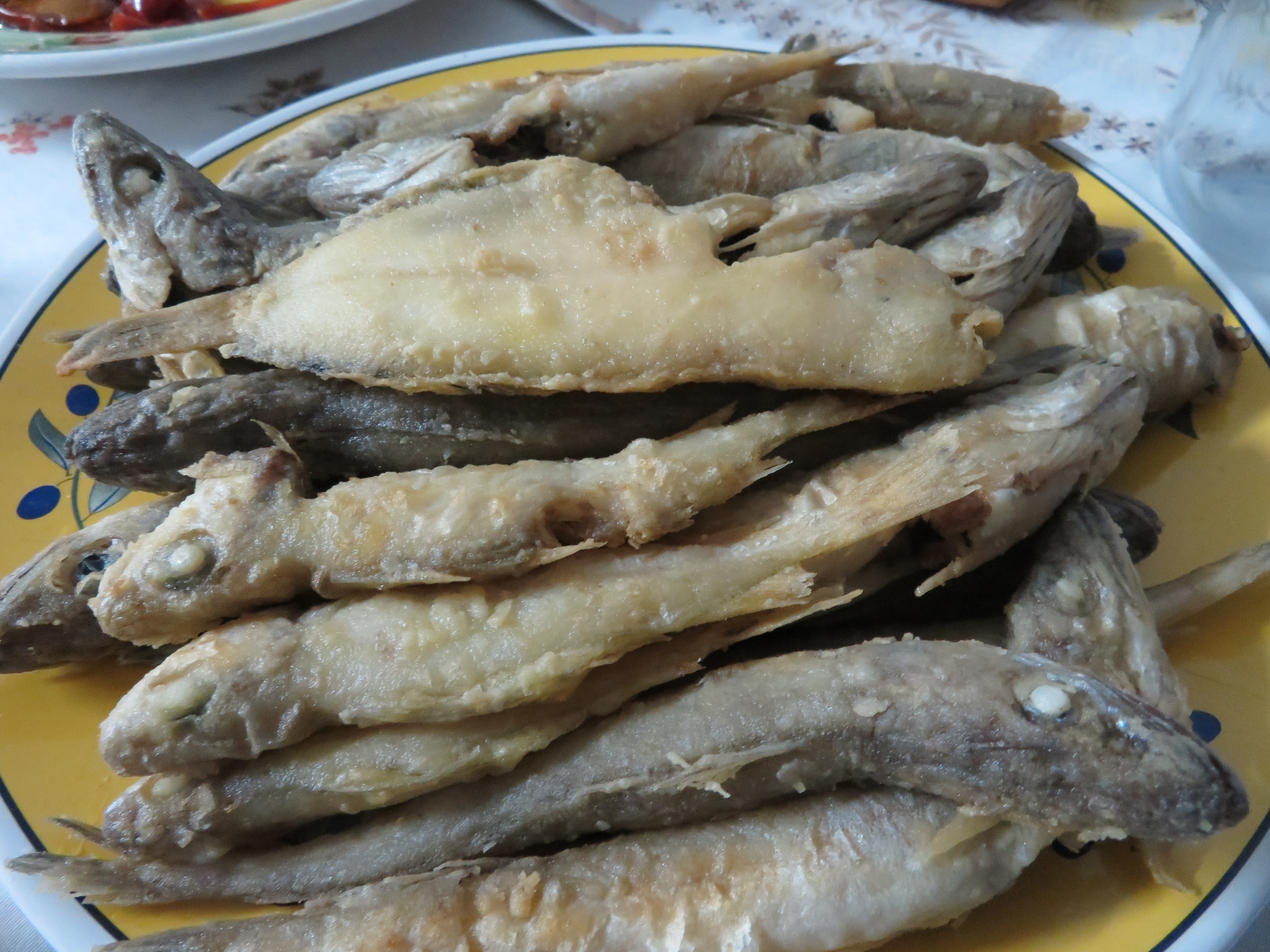
Pescado frito

Pescado frito ligt aan de basis van het Britse gerecht fish and chips, nadat gevluchte Sefardische Joden het gerecht in de 16e eeuw uit Spanje en Portugal meebrachten. Hierna werd het visgerecht gecombineerd met de Frans-Belgische traditie van het bakken van aardappelen tot friet, zodat fish and chips ontstond.